# Lady Sweety
Lady Sweety, de son vrai nom Peggy Nasso, née en 1978, est une chanteuse de ragga et la dancehall française originaire de la Guadeloupe. Elle est connue du grand public pour ses nombreuses collaborations avec les chanteurs M. Pokora (Elle me contrôle), Leslie (On n'sait jamais) et Big Ali.

## Biographie
Elle vécut en Guadeloupe jusqu'à l’âge de 10 ans. Peggy Nasso possède aussi des origines d'Inde. Elle grandit en banlieue parisienne, mais c’est à Londres, temple de la musique jamaïcaine en Europe où elle vécut pendant quatre ans, qu’elle sera initiée au dancehall grâce à DaddyMory (qui deviendra le père de ses 2 filles plus tard) et il décida qu'elle en fasse son métier. Après 5 années d'apprentissage auprès de DaddyMory, Elle écumera toutes les scènes et tous les sound systems avant de rencontrer le succès grâce à Jamadom entre autres. 
En 2002, elle commence à réellement se faire connaître du grand public après des duos avec Magic System, Leslie, Lynnsha et Passi.
Elle part pour la première fois en Jamaïque pour finaliser Tes Valeurs, son premier album en major. Là-bas, à Kingston, elle fréquente Sizzla, qui accepte alors de chanter avec elle après avoir passé de beaux moments ensemble . De cette jolie rencontre naît le titre Bring All Your Lovin. Porté par ce titre fort, l'album Tes Valeurs remporte un immense succès d'estime. Sweety participe aux premières parties des tournées françaises de Jah Mason, de Gladiator et d'Israel Vibration.
Le 8 octobre 2007, Lady Sweety sort un second album Lady Sweety, mêlant Reggae, RnB, Soca et Slam. L'année suivante, elle prête sa voix pour la prévention contre le sida dans un duo avec Jacky Brown sur le titre N’y pense même pas !, extrait du quatrième album des Neg' Marrons : Les Liens sacrés.
Chanteuse engagée, Lady Sweety revient en 2014 avec un nouveau single intitulé Parle moi, ayant pour thème les violences faites aux femmes. Produit par le Réseau M Gwadloup, l'artiste a offert ce titre à une association caritative afin que les bénéfices des ventes financent des actions en faveur des femmes en Guadeloupe. Sorti officiellement le 8 mars à l'occasion de la Journée internationale de la femme, le clip du single s'inspire de la relation conflictuelle du couple Ike & Tina Turner, avec Dominik Bernard dans le rôle du guitariste et Lady Sweety elle-même dans celui de sa femme.

## Discographie

### Singles
| Année | Single                                                                   | Classement des ventes | Classement des ventes | Classement des ventes | Classement des ventes | Album       |
| Année | Single                                                                   | France                | France TL             | BEL/Wa                | Suisse                | Album       |
| ----- | ------------------------------------------------------------------------ | --------------------- | --------------------- | --------------------- | --------------------- | ----------- |
| 2002  | Bring All Your Lovin                                                     | —                     | —                     | —                     | —                     | Tes Valeurs |
| 2007  | Chewing Gum                                                              | —                     | —                     | —                     | —                     | Lady Sweety |
| 2007  | Girls (featuring M. Pokora)                                              | —                     | —                     | —                     | —                     | Lady Sweety |
| 2014  | Parle-moi (au profit de la lutte contre les violences faites aux femmes) | —                     | —                     | —                     | —                     | —           |

### Collaborations
| Année | Single                                                                          | Classement des ventes | Classement des ventes | Classement des ventes | Classement des ventes | Album                                                                  |
| Année | Single                                                                          | France                | France TL             | BEL/Wa                | Suisse                | Album                                                                  |
| ----- | ------------------------------------------------------------------------------- | --------------------- | --------------------- | --------------------- | --------------------- | ---------------------------------------------------------------------- |
| 2002  | Senoritas (Lady Sweety, produit par Cut Killer)                                 | —                     | —                     | —                     | —                     | Ragga Killa Show (Compilation)                                         |
| 2003  | Ma Rivale (Lynnsha & Lady Sweety, featuring Jacob Desvarieux)                   | —                     | —                     | —                     | —                     | Dis l'heure 2 Zouk produit par Passi (Compilation)                     |
| 2003  | On n'sait jamais (Leslie, featuring Sweety et Magic System)                     | —                     | 8                     | —                     | 22                    | Je suis et je resterai (1° Album studio de Leslie)                     |
| 2004  | Dancehall Lady (Lady Sweety et Matinda, produit par Passi)                      | —                     | —                     | —                     | —                     | Dis l'heure 2 Ragga Dancehall (Compilation)                            |
| 2004  | Dakar gwada nostra (Alpha 5.20, featuring Gom & Lady Sweety)                    | —                     | —                     | —                     | —                     | Ghetto Fabulous Gang Boss 2 Panam, Vol. 3 (Album du groupe Alpha 5.20) |
| 2004  | Playboy (Alpha 5.20, featuring Lady Sweety)                                     | —                     | —                     | —                     | —                     | Ghetto Fabulous Gang Boss 2 Panam, Vol. 3 (Album du groupe Alpha 5.20) |
| 2004  | Jump (Kassav', featuring Lady Sweety)                                           | —                     | —                     | —                     | —                     | Ktoz (14° Album du groupe Kassav')                                     |
| 2005  | Elle me contrôle (M. Pokora, featuring Sweety)                                  | 6                     | —                     | 11                    | 23                    | Matt Pokora (1° album solo de Matt)                                    |
| 2006  | Ola ola (Kamel Shadi featuring Sweety & LS)                                     | —                     | —                     | —                     | —                     | Raï N'B Fever 2 (Compilation)                                          |
| 2006  | Gal boy (Lady Sweety, featuring Mainy)                                          | —                     | —                     | —                     | —                     | Afrodizouk (Compilation)                                               |
| 2007  | Africa (Lady Sweety)                                                            | —                     | —                     | —                     | —                     | Purple Ting (Compilation)                                              |
| 2008  | N'y penses même pas (Neg' Marrons, featuring Lady Sweety)                       | —                     | —                     | —                     | —                     | Les Liens sacrés (4° Album des Neg' Marrons)                           |
| 2008  | Ça ira mieux demain (Tanya Saint-Val, featuring Lady Sweety)                    | —                     | —                     | —                     | —                     | Soleil (15° Album de Tanya Saint-Val)                                  |
| 2008  | Mulato Warrior (R-Nestinho, featuring Lady Sweety & Henry P)                    | —                     | —                     | —                     | —                     | Update 1.0 (Album de R-Nestinho)                                       |
| 2010  | Freedom (Didier Awadi, featuring Gertrude Seinin, Lady Sweety, Tiwony & Thaiss) | —                     | —                     | —                     | —                     | Présidents d'Afrique (Album de Didier Awadi)                           |
| 2011  | Si fanm la vé paw (Lady Sweety)                                                 | —                     | —                     | —                     | —                     | Tropiques Dancefloor 2012 (Compilation)                                |
| 2011  | Maman est là (Lady Sweety)                                                      | —                     | —                     | —                     | —                     | Hold Up Saison 2 (Compilation)                                         |
| 2011  | Playboy (Alpha 5.20, featuring Lady Sweety)                                     | —                     | —                     | —                     | —                     | Best of Ghetto Fabulous Gang Les rois du Ghetto, Vol. 1 (Compilation)  |
| 2011  | Meuf du show biz (Lady Sweety)                                                  | —                     | —                     | —                     | —                     | Zouk vidéo mix 3 (by Vj Lou) (Compilation)                             |
| 2012  | Hey Muchacho (Energy Crew, featuring Lady Sweety)                               | —                     | —                     | —                     | —                     | Bush Reggae (Compilation)                                              |
| 2013  | Pwan tan gadé (Jessica Dorsey, featuring Lady Sweety)                           | —                     | —                     | —                     | —                     | Feedback (Album de Jessica Dorsey)                                     |

## Clips Vidéo
| Année | Titre                                                                    | Réalisation                    | Album                                              |
| ----- | ------------------------------------------------------------------------ | ------------------------------ | -------------------------------------------------- |
| 2001  | Donne-moi (Lady Sweety)                                                  | —                              | Tes Valeurs                                        |
| 2003  | Ma Rivale (Lynnsha & Lady Sweety, featuring Jacob Desvarieux)            | J-G Biggs                      | Dis l'heure 2 Zouk produit par Passi (Compilation) |
| 2003  | On n'sait jamais (Leslie, featuring Sweety et Magic System)              | C'Real                         | Je suis et je resterai (1° Album studio de Leslie) |
| 2005  | Elle me contrôle (M. Pokora, featuring Sweety)                           | Karim Ouaret                   | M. Pokora (1° Album solo de M. Pokora)             |
| 2007  | Chewing Gum (Lady Sweety)                                                | Les frêres Thomaoglou          | Lady Sweety                                        |
| 2008  | N'y penses même pas (Neg' Marrons, featuring Lady Sweety)                | —                              | Les Liens sacrés (4° Album des Neg' Marrons)       |
| 2008  | Ils veulent savoir (Lady Sweety)                                         | —                              | Lady Sweety (2° Album de Lady Sweety)              |
| 2008  | Mulato Warrior (R-Nestinho, featuring Lady Sweety & Henry P)             | Lobo (Bomb factory) et DJ T-Y  | Update 1.0 (Album de R-Nestinho)                   |
| 2009  | Sa ki taw byen taw (Majesty, featuring Lady Sweety)                      | O'Vision                       | Ouvrir les portes (3° Album de Majesty-2011)       |
| 2014  | Parle-moi (au profit de la lutte contre les violences faites aux femmes) | Fred Foret & Jean-Claude Barny | Parle-moi (Single)                                 |